# Syzygium chloroleucum
Syzygium chloroleucum là một loài thực vật có hoa trong Họ Đào kim nương. Loài này được (King) Masam. miêu tả khoa học đầu tiên năm 1942.